# Radičević
 Radičević, ranije: Čikerija (ćir.: Радичевић/Чикерија) je naselje u općini Bečej u Južnobačkom okrugu u Vojvodini.

## Stanovništvo
U naselju Radičević živi 1.332 stanovnika, od toga 1.029 punoljetna stanovnika, a prosječna starost stanovništva iznosi 37,4 godina (36,0 kod muškaraca i 38,8 kod žena). U naselju ima 462 domaćinstava a prosječan broj članova po domaćinstvu je 2,88.
Prema popisu stanovništva iz 1991. godine u naselju je živjelo 1.250 stanovnika.
| Etnički sastav 2002. |            |        |
| Narod                | Stanovnika | %      |
| Srbi                 | 1.166      | 87,53% |
| Mađari               | 28         | 2,10%  |
| Hrvati               | 23         | 1,72%  |
| Jugoslaveni          | 23         | 1,72%  |
| Crnogorci            | 14         | 1,05%  |
| Makedonci            | 5          | 0,37%  |
| Muslimani            | 1          | 0,07%  |
| nepoznato            | 72         | 5,40%  |

| broj stanovnika | 607   | 1060  | 1198  | 1155  | 1117  | 1250  | 1332  |
|                 | 1948. | 1953. | 1961. | 1971. | 1981. | 1991. | 2001. |

## Vanjske poveznice
- Satelitska snimka naselja
- [neaktivna poveznica]